# Розалиновое кружево

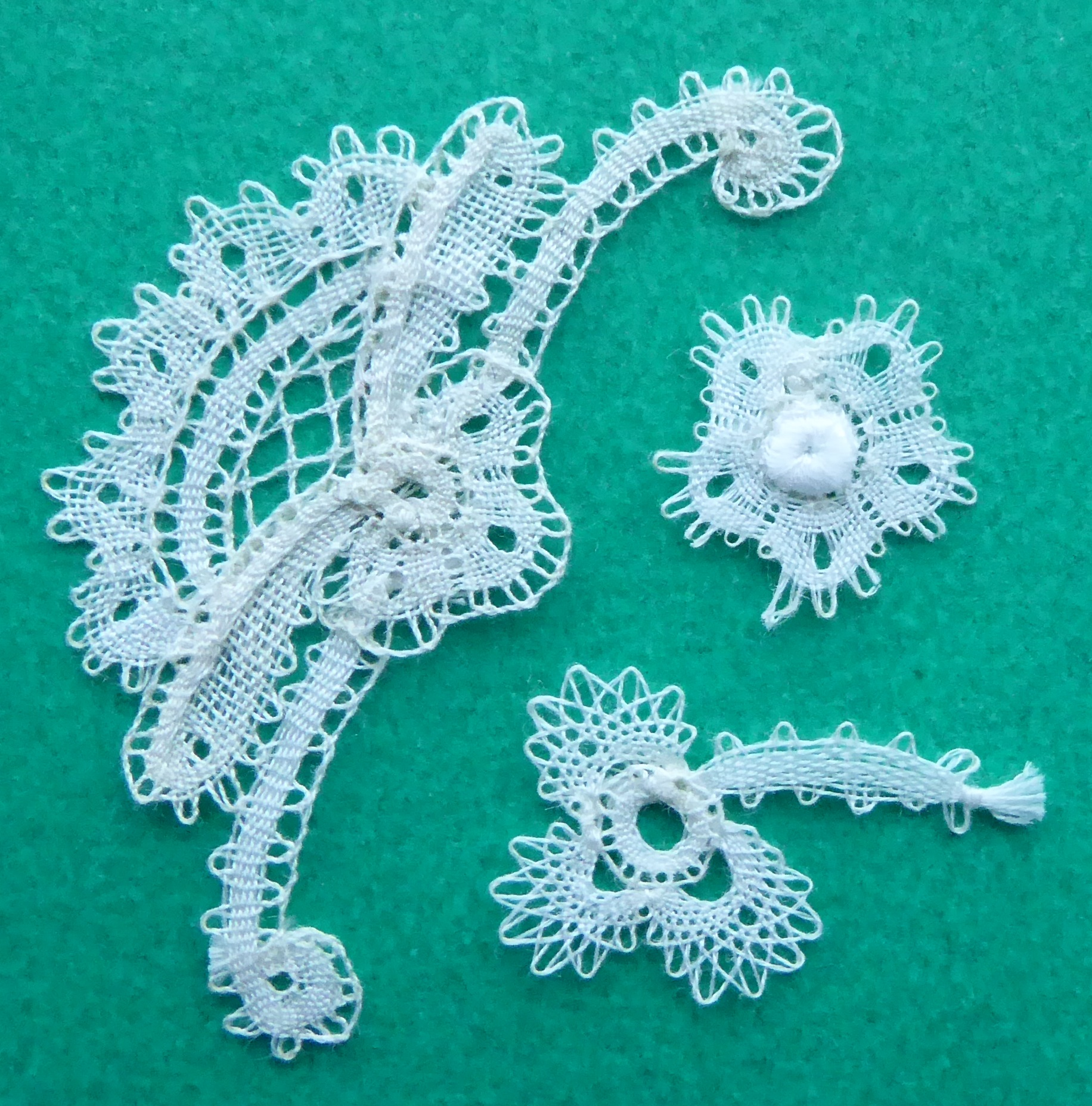
современные фрагменты

Розалиновое кружево - это венецианское игольчатое кружево конца XVII века и имитация коклюшечного кружева на коклюшках конца XIX века.
Брюссельский вариант с кружевным жемчугом называется Rosaline Perlée . В варианте, сделанном в Брюгге, жемчуга не было.

## История
В 1870-х годах пала Вторая французская империя, одновременно изменилась и мода. Это в большей степени коснулось более дешевых гипюров, но лучшие брюссельские кружева по-прежнему пользовались спросом для свадебного приданого. Дизайн и техника остались прежними.  Индивидуальность видов кружев уменьшилась, а интерес к кружевоплетению как к хобби возрос.
В 1880-х годах кружевная промышленность возродилась с имитацией старых кружев.  В городе Алст было разработано кружево с использованием техники изготовления брюссельских кружев . Частые маленькие розы дали кружеву название: Розалина. Это же название использовалось для венецианского игольного кружева XVII века с аналогичным рисунком.
Бельгийская розалина производилась до 1950-х годов и заново открыта в 1980-х годах.  Кружево гибко к меняющейся моде. Изношенные и непроданные детали можно было собрать заново.
В Бельгии проходят мастер-классы по данному типу кружева.

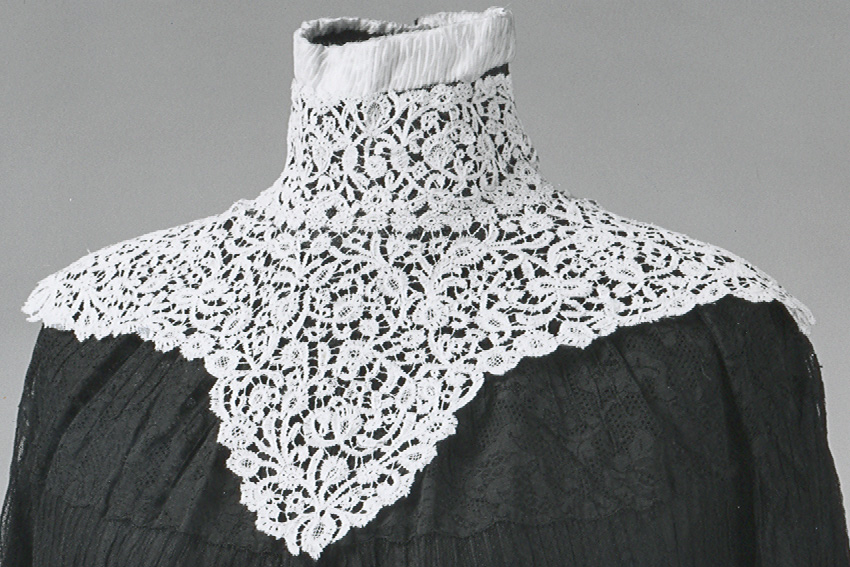
Воротник в платье 1890-1910

## Особенности
Характерными чертами являются розы с тремя или пятью лепестками, часто расположенные в виде шлейфов.
В брюссельском варианте жемчужины из игольчатого кружева закреплены на сердцевине роз, а в брюггском варианте жемчуг отсутствует. В особом варианте цветы соединяются короткими волнистыми краями. Другой вариант имеет начинку из игольчатого кружева. Кружево делалось почти исключительно из тонких льняных нитей.
Бывают случаи когда разные части были созданы разными людьми, натяжение и количество пар могут различаться. 
Для плетения требуется шесть или семь пар.  Детали плетутся в большей или меньшей степени из тесьмы, в основном тканевым швом. Каждая часть начинается и заканчивается пучком, ярлыком  для начала и завязывания каждой пары по отдельности. Традиционно эти жгуты находятся как на передней, так и на задней части кружева. 